# КК Раднички КГ 06
КК Раднички КГ 06 је био професионални мушки кошаркашки клуб, са седиштем у Крагујевцу, Србија. У Крагујевцу је поред овог клуба постојао и КК Раднички Крагујевац, а тренутно једини активни кошаркашки клуб из Крагујевца је ККК Раднички. 

## Историја
Клуб је основан 2004. године спајањем два локална клуба, и тада је назван КК Раднички Застава.
У 2006. години клуб се такмичио под спонзорским именом Раднички 034. Исте године, клуб је купио лиценцу за учешће у Кошаркашкој Лиги Србије од КК Атласа. Од 2009. године клуб носи назив КК Раднички КГ 06. 
Раднички КГ 06 је играо и у Балканској лиги у току сезоне 2008/09.

## Сезоне
| Сезона  | Ниво | Дивизија         | Позиција | Скор  | Куп Радивоја Кораћа   |
| 2005-06 | 2    | Прва Б Лига СЦГ  | 6        | 17-9  | Нису се квалификовали |
| 2006-07 | 1    | Прва лига Србије | 7        | 11-11 | Четвртфиналисти       |
| 2007-08 | 1    | Прва лига Србије | 4        | 13-9  | Нису се квалификовали |
| 2008-09 | 1    | Прва лига Србије | 6        | 13-13 | Нису се квалификовали |
| 2009-10 | 1    | Прва лига Србије | 14       | 2-24  | Нису се квалификовали |
| 2010-11 | 2    | Друга Лига       | 14       | 0-26  | Нису се квалификовали |